# Голынец, Сергей Васильевич
Серге́й Васи́льевич Голыне́ц (30 апреля 1939, Свердловск — 20 февраля 2018, Москва) — советский и российский искусствовед. Кандидат искусствоведения, профессор, академик Российской академии художеств (2001).

## Биография
В 1963 году окончил, работая в Свердловской картинной галерее, филологический факультет Уральского государственного университета, в 1968 году — аспирантуру Института живописи, скульптуры и архитектуры им. И. Е. Репина Академии художеств СССР в Ленинграде (научный руководитель — профессор И. А. Бродский). В 1970 году защитил кандидатскую диссертацию «Дореволюционный период творчества И. Я. Билибина. К истории русской книжной графики». С 1968 года преподавал на кафедре истории искусств УрГУ, с 1987 года возглавлял кафедру. Вёл курс «Русское искусство конца XIX — начала XX века», спецкурсы «Итоги и проблемы изучения русского искусства», «Художественная культура Серебряного века».
Входил в состав редакционных советов и редколлегий журналов «УрФО», «Известия Уральского государственного университета». Член диссертационного совета Д 212.286.08 по теории и истории культуры, эстетике, изобразительному и декоративно-прикладному искусству и архитектуре при Уральском государственном университете.
Член Союза художников Российской Федерации, Международной ассоциации художественных критиков (AICA) при ЮНЕСКО, Международной ассоциации искусствоведов (АИС).
Лауреат премий Уральского государственного университета за лучшие научные работы (1975, 1991), губернатора Свердловской области за выдающиеся достижения в области литературы и искусства (1999), премии «Признание» Администрации Екатеринбурга и Библиотеки главы Екатеринбурга за выдающиеся достижения в профессиональной деятельности и личный вклад в историю города Екатеринбурга (2004). Награждён международным Дягилев-центром орденом первой степени «За пользу русской культуре» (2009).
1 марта 2014 года подписал обращение деятелей культуры России в поддержку политики Президента РФ В. В. Путина на Украине и в Крыму.
Супруга — искусствовед, член-корреспондент РАХ Г. В. Голынец (род. 1943).
Скончался 20 февраля 2018 года в Москве. Похоронен в Екатеринбурге на Сибирском кладбище.

## Научная деятельность
Автор многих книг и статей, выпущенных центральными, местными и зарубежными издательствами, переведённых на иностранные языки, о русском искусстве Серебряного века, о художественной культуре Урала, о живописцах и графиках Екатеринбурга.
Труды С. В. Голынца способствовали расширению интересов уральской искусствоведческой школы, соединившей традиционное внимание к местной тематике с обращением к общерусским и мировым художественным проблемам. Разработанная С. В. Голынцом программа исследований «Русское искусство: история и современность, столицы и провинции, связь с другими национальными школами» объединяет под эгидой отделения «Урал, Сибирь и Дальний Восток» Российской академии художеств многих искусствоведов восточных регионов страны.
Участник общероссийских и международных научных форумов; организатор искусствоведческих конференций в Екатеринбурге и Красноярске, Дягилевских чтений в Перми (1987), вошедших в состав Международного фестиваля «Дягилевские сезоны: Пермь — Петербург — Париж».

### Основные работы
- Иван Яковлевич Билибин: Статьи. Письма. Воспоминания о художнике. — Л., 1970.
- Голынец С. Виталий Волович / С. Голынец // Литература и ты. Вып. 6.- М.: Молодая гвардия, 1977.- С. 213—216: ил.
- От «искусства в книге» к искусству книги: Графика И. Я. Билибина // Искусство книги. Вып. 10. 1972—1980. — М., 1987. — С. 187—204.
- Иван Билибин. — Л., 1981, 1982, 1988.
- Лев Бакст: Живопись. Графика. Театрально-декорационное искусство. — М., 1992.
- Сергей Чехонин: Серп и Молот и Тараканище // Вопросы искусствознания. — 1994. — № 1. — С. 285—299.
- Три «Мира искусства» // Пинакотека. — 1998. — № 6—7. — С. 15—21.
- Василий Денисов: Живопись и графика из собрания Евгения Ройзмана. Современники о художнике / Сост. кн., авт. вступ. ст. и коммент. С. В. Голынец. — Екатеринбург, 1999.
- Сергей Дягилев: Пермь — Петербург — Париж: Альбом-каталог / Проект, науч. ред., вступ. ст. С. В. Голынца. — Екатеринбург, 1999.
- Леонард Туржанский, его окружение, его время: Каталог выставки. Летопись жизни и творчества Л. В. Туржанского: 1874—1945 / Авт. проекта, вступ. ст., науч. ред. С. В. Голынец. — Екатеринбург, 1999.
- Уральская школа искусствоведения: Кафедра истории искусств факультета искусствоведения и культурологии Уральского университета / Науч. ред., авт. вступ. ст. и летописи каф. С. В. Голынец. — Екатеринбург, 2002.
- «Чем могла бы быть Академия художеств?»: Вариации на тему Александра Бенуа // Палитра (Красноярск). — 2002. — № 1. — С. 10—11.
- Уральское искусствоведение на рубеже XX—XXI веков: Каталог выставки искусствоведческих публикаций / Авт. проекта, вступ. ст., науч. ред. С. В. Голынец; Сост. А. Н. Филинкова. — Екатеринбург, 2004.
- Виталий Волович. 100 иллюстраций к произведениям классической художественной литературы / Авт. вступ. ст. Г. В. Голынец, С. В. Голынец; сост. списка изд. А. Н. Филинкова. — Екатеринбург, 2008.
- Искусство Александры Щекатихиной-Потоцкой // Александра Щекатихина-Потоцкая. Альманах, вып. 242. Государственный Русский музей. — СПб, 2009. — С. 9—12. (в соавт. с Г. В. Голынец).